# Acer caloneurum
Acer caloneurum là một loài thực vật có hoa trong họ Bồ hòn. Loài này được C.Y.Wu & T.Z.Hsu mô tả khoa học đầu tiên năm 1983.